# Ясачний Сизган
Ясачний Сизган (рос. Ясачный Сызган) — село в Базарносизганському районі Ульяновської області Російської Федерації.
Населення становить 125 осіб. Входить до складу муніципального утворення Лапшаурське сільське поселення.

## Історія
Від 2004 року входить до складу муніципального утворення Лапшаурське сільське поселення.

## Населення
| 2010 |
| ---- |
| 125  |